# Lucian Truscott
Lucian King Truscott, Jr, född 9 januari 1895 i Chatfield i Texas, död 12 september 1965 i Alexandria i Virginia, var en amerikansk general.
Lucian Truscott ledde i november 1942 9 000 man från 64th Infantry Division och 66th Armored regiment under Operation Torch då han var underställd George S. Patton.
Lucian Truscott deltog även i de allierade landstigningarna på Sicilien (Operation Husky) i juli 1943. Han deltog även vid den allierade landstigningen i Anzio i januari 1944. I augusti 1944 ledde han den amerikanska VI Corps vid den allierade landstigningen i Sydfrankrike (Operation Dragoon). Senare fick han befäl över Fifth United States Army i Italien efter general Mark Clark, som fick befäl över 15th Army Group. Han fick efter kriget befäl över Third United States Army efter George S. Patton.
Lucian Truscott blev generallöjtnant 1944 och general 19 juli 1954.